# 张氏神须虫
张氏神须虫（学名：Mysta tchangsii）为叶须虫科双须虫属的动物。分布于印度以及中国南海、东海、黄海等海域，常见于潮间带和潮下带以及底质砂。